# Robert Boochever

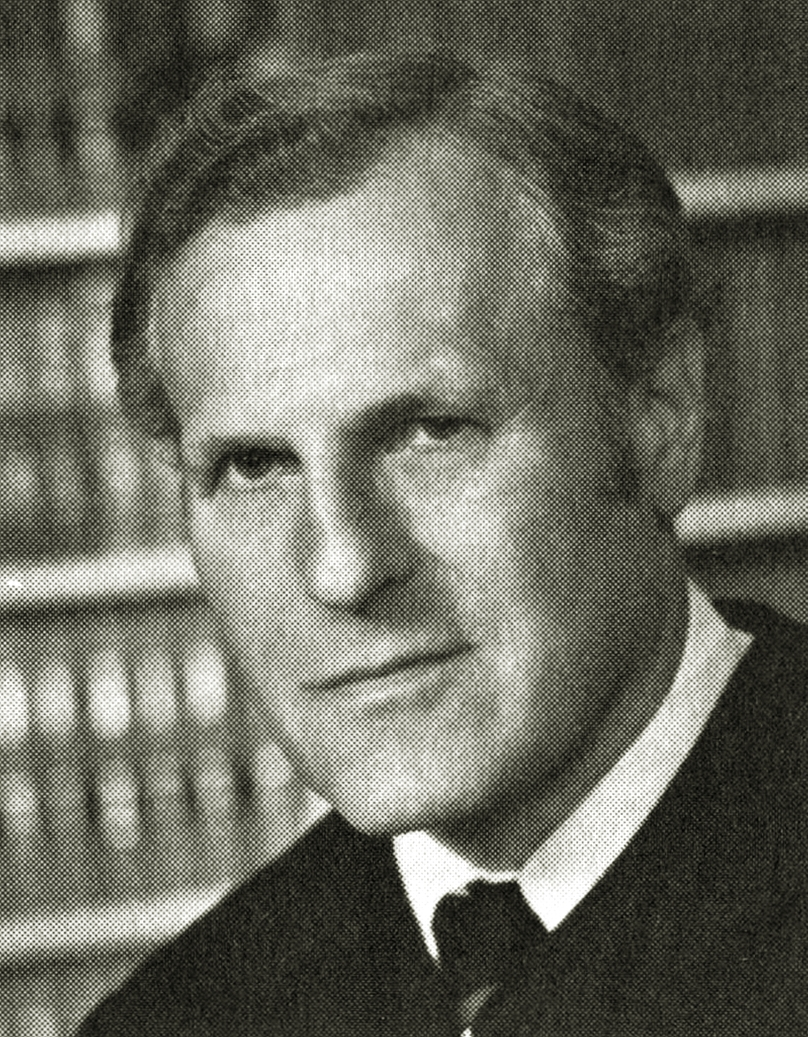
Robert Boochever (1977)

Robert Boochever (* 2. Oktober 1917 in Brooklyn, New York City, New York; † 9. Oktober 2011 in Pasadena, Kalifornien) war ein US-amerikanischer Jurist.

## Leben
Boochever wurde 1917 in Brooklyn als Sohn von Louis C. Boochever und dessen Frau Miriam (geborene Cohen) geboren. Er wuchs zusammen mit einem Bruder in Ithaca, New York auf, wo sein Vater als Director of Public Relations an der Cornell University tätig war. Später studierte er an dieser Universität und erhielt dort 1939 einen Bachelor of Arts (B.A.). 1941 erhielt er an der Law School der Universität, der Cornell Law School, einen Juris Doctor. Bald darauf trat er in die United States Army ein und diente in dieser während des Zweiten Weltkriegs von 1941 bis 1945, zuletzt im Rang eines captain. In dieser Zeit war er von 1942 bis 1944 im Dominion Neufundland stationiert. Hier lernte er seine spätere Frau, die US-Amerikanerin Lois Colleen Maddox (1919–1999) kennen. Maddox war Chefkrankenschwester (chief surgery nurse) auf der Militärbasis, auf der Boochever stationiert war. Boochever selbst fungierte als Militärjurist (legal officer) der Militärbasis und bekleidete den Rang eines first lieutenant. Die beiden heiratete am 22. April 1943. Im Januar 1945 wurde ihre älteste Tochter geboren.
Nach Ende des Zweiten Weltkriegs ergab sich für Boochever die Möglichkeit Assistant United States Attorney für den Distrikt des Alaska-Territoriums zu werden und so ließ sich Boochever mit seiner jungen Familie in Juneau nieder. Das Amt des Assistant United States Attorney bekleidete er von 1946 bis 1947. Anschließend praktizierte er von 1947 bis 1972 als Rechtsanwalt in der Anwaltskanzlei Faulkner and Banfield in Juneau. In dieser wurde er schon bald Partner und sein Name wurde in den Firmennamen aufgenommen.
Im Laufe der Jahre wuchs seine Familie um drei weitere Töchter. Des Weiteren war er mehrere Jahre Vorsitzender der Juneau Planning Commission. Nachdem das Alaska-Territorium in Folge des von Präsident Dwight D. Eisenhower am 7. Juli 1958 unterzeichnete Alaska Statehood Act, am 3. Januar 1959 in die Union aufgenommen wurde, führte Boochever die Opposition gegen den Plan Anchorage zur Hauptstadt des neuen Bundesstaats zu machen an und setzte sich dafür ein, stattdessen Juneau, die Hauptstadt des Territoriums, als Hauptstadt beizubehalten.
Von 1972 bis 1980 war Boochever Richter am Alaska Supreme Court und bekleidete während dieser Zeit von 1975 bis 1978 eine dreijährige Amtszeit als dessen Oberster Richter (chief justice).
Am 22. Mai 1980 wurde er von Präsident Jimmy Carter zum Richter am 9. Bezirk des United States Court of Appeals nominiert, um den vakanten Sitz von Richterin Shirley Hufstedler neu zu besetzen. Am 18. Juni 1980 wurde Boochever vom Senat der Vereinigten Staaten bestätigt. Er war damit der erste Jurist aus dem Bundesstaat Alaska, welcher einen Richterposten an diesem Gerichtsbezirk bekleidete. Im Zuge dessen ließ er sich in Kalifornien nieder, da der Sitz dieses Gerichtsbezirk sich in San Francisco befindet. Am 10. Juni 1986 wechselte Boochever aufgrund gesundheitlicher Einschränkungen in den Senior Status und ging damit in den Semi-Ruhestand. Sein vakanter Sitz wurde mit Diarmuid O’Scannlain neu besetzt.
Er starb am 9. Oktober 2011 im Alter von 94 Jahren in seinem Zuhause in Pasadena, Kalifornien.
Das Hurff Ackerman Saunders Federal Building and Robert Boochever U.S. Courthouse in Juneau ist unter anderem nach ihm benannt. Die ehemalige Skirennläuferin Hilary Lindh, ist eine Tochter seiner ältesten Tochter.